# Théodore-Joseph Gravez
Théodore Joseph Gravez (Sivry, 10 september 1810 - Namen, 16 juli 1883) was een Belgische bisschop. Gravez werd in 1834 tot priester gewijd en was actief in het bisdom Doornik. In 1867 werd hij bisschop van Namen en bleef dat tot zijn overlijden in 1883.
- Virtual International Authority File: 289630247